# SASER (làser sònic)

Cal considerar l'analogia entre un làser i un dispositiu SASER. Components d'un làser típic:
1. Mitjà amb guany
2. Energia de bombament làser
3. Reflector alt
4. Acoblador de sortida
5. Feix làser

Un saser, acrònim per amplificació de so mitjançant emissió estimulada de radiació, és respecte al so el que el làser és respecte a la llum. El seu nom està construït per analogia amb el làser (que és per analogia amb la màscara). També es diu "làser de so", en francès "so làser". Aquests últims noms són descripcions menys precises que les explicacions per analogia.
Són emissors d'ones sonores coherents, és a dir a una freqüència precisa i tots els components de les quals estan en fase. També ho podem veure com un flux de fonons tots a la mateixa freqüència i en fase, com també ho són els fotons en el cas d'un làser. Els fonons són les quasi-partícules del so; una quasi-partícula que és un modelatge en forma de partícula d'un fenomen que afecta el medi ambient d'aquesta quasi-partícula.
En altres paraules, el saser només es pot propagar en un medi assegurant la propagació del so: el so és una vibració del medi, el podem representar també per les vibracions de les partícules circumdants com per un flux de fonons.
A principis de 2010, els sasers ja construïts emeten a freqüències de 400 GHz i al voltant de MHz, respectivament. Per tant, ens trobem molt lluny dels sons audibles per l'orella humana.

## Usos i aplicacions
SASERs podrien tenir àmplies aplicacions. A banda de facilitar la investigació d'ecografia de freqüència de terahertz, el SASER també pot trobar usos en l'optoelectrònica (dispositius electrònics que detecten i controlen la llum) com a mètode de transmissió d'un senyal d'un extrem a un altre, per exemple, de fibra òptica.), com a mètode de modulació i / o transmissió del senyal.
Aquests dispositius podrien ser instruments de mesura d'alta precisió i podrien conduir a un so centrat en alta energia. L'ús de SASERs per manipular electrons dins de semiconductors podria resultar teòricament en processadors de freqüència de terahertz, molt més ràpids que els xips actuals.

## Història
Aquest concepte es pot concebre més imaginant-lo en analogia amb la teoria del làser. Theodore Maiman va operar el primer LASER en funcionament el 16 de maig de 1960 als laboratoris de recerca Hughes, Malibu, Califòrnia. Un dispositiu que funciona segons la idea central de la teoria de "l'amplificació del so mitjançant una emissió estimulada de radiació" és el làser termoacústic. Es tracta d'una canonada mig oberta amb un diferencial de calor a través d'un material porós especial inserit a la canonada. Igual que un làser lleuger, un SASER termoacústic té una cavitat d'alta Q i utilitza un medi de guany per amplificar ones coherents. Per a més informació, vegeu motor de calor termoacústica.
S'ha proposat la possibilitat d'acció làser fonònica en una àmplia gamma de sistemes físics com nanomecànica, semiconductors, nanomagnets i ions paramagnètics en una gelosia.
Per a l'elaboració del SASER es necessitava trobar materials que estimulessin les emissions. La generació de fonons coherents en una heterostructura de semiconductor de doble barrera es va proposar per primera vegada cap al 1990. La transformació de l'energia potencial elèctrica en un mode vibracional de la gelosia es facilita notablement pel confinament electrònic en una estructura de doble barrera. Sobre aquesta base, els físics estaven buscant materials en què l'emissió estimulada en lloc de l'emissió espontània és el procés dominant de la decadència. El 2009 es va demostrar per primera vegada un dispositiu a la gamma Gigahertz.

## Disseny

L'estructura d'un superlici de capes de semiconductors (AlAs, GaAs). Les ones acústiques experimenten una amplificació

La idea central d'un SASER es basa en les ones sonores. La configuració necessària per a la implementació de l'amplificació de so mitjançant una emissió estimulada de radiació és similar a un oscil·lador. Un oscil·lador pot produir oscil·lacions sense cap mena de mecanisme extern d'alimentació. Un exemple és un sistema d'amplificació de so comú amb un micròfon, un amplificador i un altaveu. Quan el micròfon es troba davant l'altaveu, sentim un xiulet molest (efecte Larsen). Aquest xiulet es genera sense una aportació addicional de la font de so, i es reforça autosuficient i autosuficient mentre el micròfon es troba en algun lloc davant de l'altaveu. Aquest fenomen, conegut com a efecte Larsen, és el resultat d'un feedback positiu.
És a dir, una emissió concertada de fonons pot donar lloc a un so coherent i un exemple d'emissió de fonons concertats és l'emissió provinent de pous quàntics. Això es troba en vies semblants al làser, on es pot acumular una llum coherent per l'emissió de llum estimulada i concertada de molts àtoms. Un dispositiu SASER transforma l'energia potencial elèctrica en un únic mode vibracional de la gelosia (fonó).
El medi on té lloc l'amplificació consisteix en piles de capes primes de semiconductors que formen junts pous quàntics. En aquests pous, els electrons poden excitar-se mitjançant parcel·les d'ultrasons de mili-electronvolts d'energia. Aquesta quantitat d'energia equival a una freqüència de 0,1 a 1 THz.